# Lauren Patten
Lauren Maria Patten (Downers Grove, 22 settembre 1992) è un'attrice statunitense.

## Biografia
Lauren Patten cominciò ad apparire in diverse pubblicità dall'età di quattro anni e a dodici fece il suo debutto professionale come attrice ne Il canto di Natale al Goodman Theatre di Chicago. Due anni più tardi fu Anna Frank nel dramma Premio Pulitzer Il diario di Anna Frank al Rubicon Theatre di Los Angeles. Dopo aver recitato ancora a Los Angeles nel dramma Our Town (2013) e nel musical Spring Awakening (2015), nel 2015 fece il suo debutto a Broadway con Fun Home.
Successivamente continuò a recitare a New York, apparendo a Broadway e nell'Off Broadway, ottenendo un grande successo nel 2019 con il Jagged Little Pill, per cui vinse l'Outer Critics Circle Award, il Drama Desk Award e il Tony Award alla miglior attrice non protagonista in un musical. Attiva anche in campo televisivo, la Patten è nota soprattutto per il ruolo di Polly Dean nella terza stagione di The Good Fight.
Lauren Patten è dichiaratamente bisessuale.

## Filmografia (parziale)

### Cinema
- The Big Sick - Il matrimonio si può evitare... l'amore no (The Big Sick), regia di Michael Showalter (2017)

### Televisione
- Arrested Development - Ti presento i miei (Arrested Development) – serie TV, episodio 4x12 (2013)
- Diario di una nerd superstar (Awkward) – serie TV, episodio 3x20 (2013)
- Switched at Birth - Al posto tuo (Switched at Birth) – serie TV, episodio 4x03 (2015)
- Succession – serie TV, episodio 1x08 (2018)
- Blue Bloods – serie TV, 19 episodi (2018-2023)
- The Good Fight – serie TV, 7 episodi (2019)
- Morte e altri dettagli (Death and Other Details) – serie TV, 10 episodi (2024)

## Riconoscimenti
- Obie Award
  - 2017 – Miglior cast di un'opera teatrale per The Wolves
- Drama Desk Award
  - 2017 – Miglior cast di un'opera teatrale per The Wolves
  - 2019 – Miglior attrice non protagonista in un musical per Jagged Little Pill
- Drama League Award
  - 2019 – Candidatura alla miglior performance per Jagged Little Pill
- Grammy Award
  - 2021 – Miglior album di un musical teatrale per Jagged Little Pill
- Outer Critics Circle Award
  - 2019 – Miglior attrice non protagonista in un musical per Jagged Little Pill
- Tony Award
  - 2021 – Miglior attrice non protagonista in un musical per Jagged Little Pill

## Doppiatrici italiane
Nelle versioni in italiano delle opere in cui ha recitato, Lauren Patten è stata doppiata da:
- Joy Saltarelli in Blue Bloods
- Giulia Santilli in The Good Fight
- Luisa D'Aprile in Morte e altri dettagli